# Paraspinobairdia
Paraspinobairdia is een geslacht van uitgestorven kreeftachtigen uit de klasse van de Ostracoda (mosselkreeftjes).

## Soort
- Paraspinobairdia permica Kozur, 1985 †